# André Abegglen
André Abegglen (7 de março de 1909 - 8 de novembro de 1944) foi um futebolista suíço. Ele competiu na Copa do Mundo FIFA de 1934, sediada na Itália, na qual a seleção de seu país terminou na sétima colocação dentre os 16 participantes. Participou ainda da edição seguinte, a Copa de 1938 na França, onde a Suíça terminou em sexto lugar de 15 seleções.
Em clubes, destacou-se pelo Servette, pelo qual jogou 103 partidas entre 1937 e 1942. Seu último clube foi o La Chaux-de-Fonds, onde foi jogador e técnico ao mesmo tempo. Morreu aos 35 anos de idade, em um acidente de trem.